# Farula
Farula is een geslacht van schietmotten van de familie Uenoidae.

## Soorten
- F. constricta Wiggins & RW Wisseman, 1992
- F. davisi DG Denning, 1958
- F. geyseri DG Denning, 1989
- F. honeyi DG Denning, 1973
- F. jewetti DG Denning, 1958
- F. malkini HH Ross, 1950
- F. moweri DE Ruiter, 2003
- F. petersoni DG Denning, 1973
- F. praelonga Wiggins & NA Erman, 1987
- F. rainieri LJ Milne, 1936
- F. reapiri F Schmid, 1968